# Crimthann Nia Náir
Crimthann Nia Náir, (anche Crimhthann Niadhnair MacLughaidh), figlio di Lugaid Riab nDerg e Dearbhorgaill di Danimarca (fl. I secolo a.C.-I secolo), è stato un leggendario re supremo irlandese collocabile tra la fine del I secolo a.C. e gli inizi del I d.C..
Crimthann fu il primo sovrano supremo di Tara a portare il collare d'oro del giudizio, che in gaelico è chiamato "Iodhain Morain" *(Legato a Odino). Storicamente si tratta di una torque indossata dai re e dai capi che discendevano dalle dinastie dell'anello d'oro di Scandinavia e Ringerike. Secondo la leggenda questo anello impediva al giudice che lo portava di emettere false sentenze.
Morì cadendo dal suo cavallo poco dopo una spedizione da cui aveva riportato un prezioso bottino.

## Fonti
- Seathrún Céitinn, Foras Feasa ar Éirinn 1.37-38
- Annali dei Quattro Maestri M5192-9